# Radojko Avramović
Pour les articles homonymes, voir Avramović.
Radojko "Raddy" Avramović (en serbe cyrillique : Радојко Аврамовић), né le 29 novembre 1949 à Sjenica, est un footballeur yougoslave (serbe) qui évoluait au poste de gardien de but.

## Biographie
Il est international yougoslave à une seule occasion, le 25 novembre 1978 à Skopje, contre la Grèce, dans le cadre de la Coupe des Balkans, qui se solde par une victoire yougoslave (4-1).
Avec le NK Rijeka, il remporte deux coupes de Yougoslavie (1977–78 et 1978–79), ainsi qu'une coupe des Balkans des clubs en 1978. Avec Notts County FC, il termine vice-champion de D2 en 1981.
Il entame ensuite une carrière de sélectionneur : il dirige l'Oman, puis le Koweït et depuis 2003, il entraîne la sélection de Singapour, remportant le Championnat de l'ASEAN de football en 2004 et en 2007. En février 2014, il est nommé sélectionneur de la Birmanie.